# Omphalotropis plicosa
Omphalotropis plicosa је пуж из реда Littorinimorpha. 

## Угроженост
Ова врста је наведена као изумрла, што значи да нису познати живи примерци.

## Распрострањење
Пре изумирања, само Маурицијус.